# لويس مكمان
لويس مكمان (بالإنجليزية: Lewis McMahon)‏ (2 مايو 1985 بدونكاستر في المملكة المتحدة - ) هو لاعب كرة قدم بريطاني في مركز الوسط. شارك مع منتخب إنجلترا لكرة القدم C ‏. أما مع النوادي، فقد لعب مع شيفيلد وينزداي ونادي يورك سيتي ونوتس كاونتي ونادي غاينسبورو ترينيتي وماتلوك تاون ‏ وNorth Ferriby United A.F.C. ‏ وFloreat Athena FC ‏.

## وصلات خارجية
- لويس مكمان على موقع قاعدة بيانات كرة القدم.إي يو (الإنجليزية)
- لويس مكمان على موقع Soccerbase.com (لاعب) (الإنجليزية)
- لويس مكمان على موقع Soccerway.com (الإنجليزية)